# Райска птица (филм, 1932)
„Райска птица“ (на английски: Bird of Paradise) е американска приключенска романтична драма от 1932 г. на режисьора Кинг Видор с Долорес дел Рио и Джоел Макрей в главните роли. Той е адаптация на едноименната пиеса от 1932 г., написана от Ричард Уолтън Тъли, и се разпространява от RKO Radio Pictures.

## Актьорски състав
- Долорес дел Рио – Луана
- Джоел Макрей – Джони Бейкър
- Джон Халидей – Мак
- Ричард Галахър – Честър
- Бърт Роуч – Хектор
- Лон Чейни младши (или Крейтън Чейни) – Торнтън
- Уейд Ботилър – Капитан Джонсън
- Арнолд Грей – Уокър
- Реджиналд Симпсън – О'Фалън
- Наполеон Пукуй – Царят
- Агостино Боргато – Вещерът
- София Ортега – Махумаху